# Gari radiata
Gari radiata is een tweekleppigensoort uit de familie van de Psammobiidae. De wetenschappelijke naam van de soort is voor het eerst geldig gepubliceerd in 1845 door Dunker in Philippi.